# 로버트 피스크

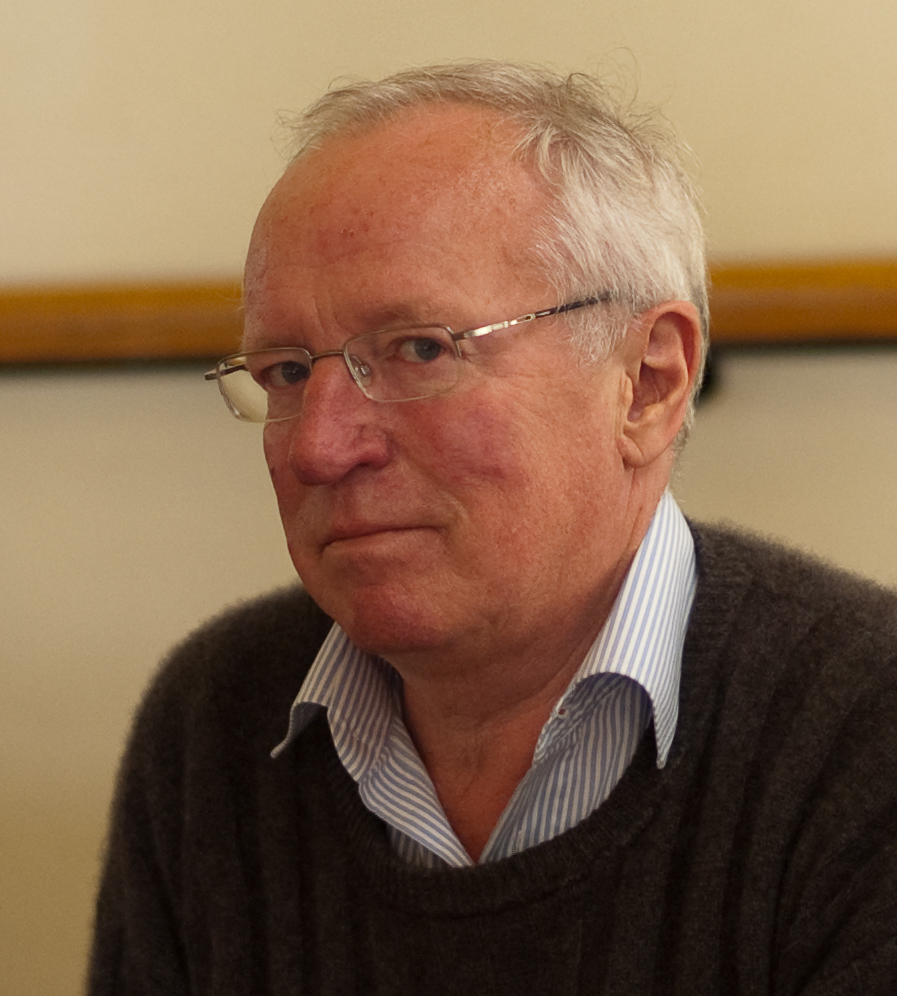
로버트 피스크

로버트 피스크 (Robert Fisk, 1946년 7월 12일 ~ 2020년 10월 30일)는 영국과 아일랜드 시민권을 가진 작가이자 저널리스트(언론인)이다. 1946년 잉글랜드 남동부 켄트주의 메이드스톤에서 태어났다.